# Luoghi di Marcel Proust
Molti sono i luoghi in cui Marcel Proust visse o a cui lo scrittore fa riferimento nelle proprie opere.

## Le case

### 96, rue La Fontaine
Marcel Proust nacque ad Auteuil, al numero 96 di rue La Fontaine,  nella casa dello zio materno Louis Weil (edificio oggi occupato da una banca). Luogo d'origine della madre Jeanne, Auteuil era una cittadina, o meglio un sobborgo ad ovest di Parigi, frequentato da alcune tra le personalità più in vista dell'epoca: basti ricordare che vi risiedevano la famiglia Goncourt (la casa esiste ancora) e Jacques–Émile Blanche, uno dei più famosi ritrattisti dell'epoca.

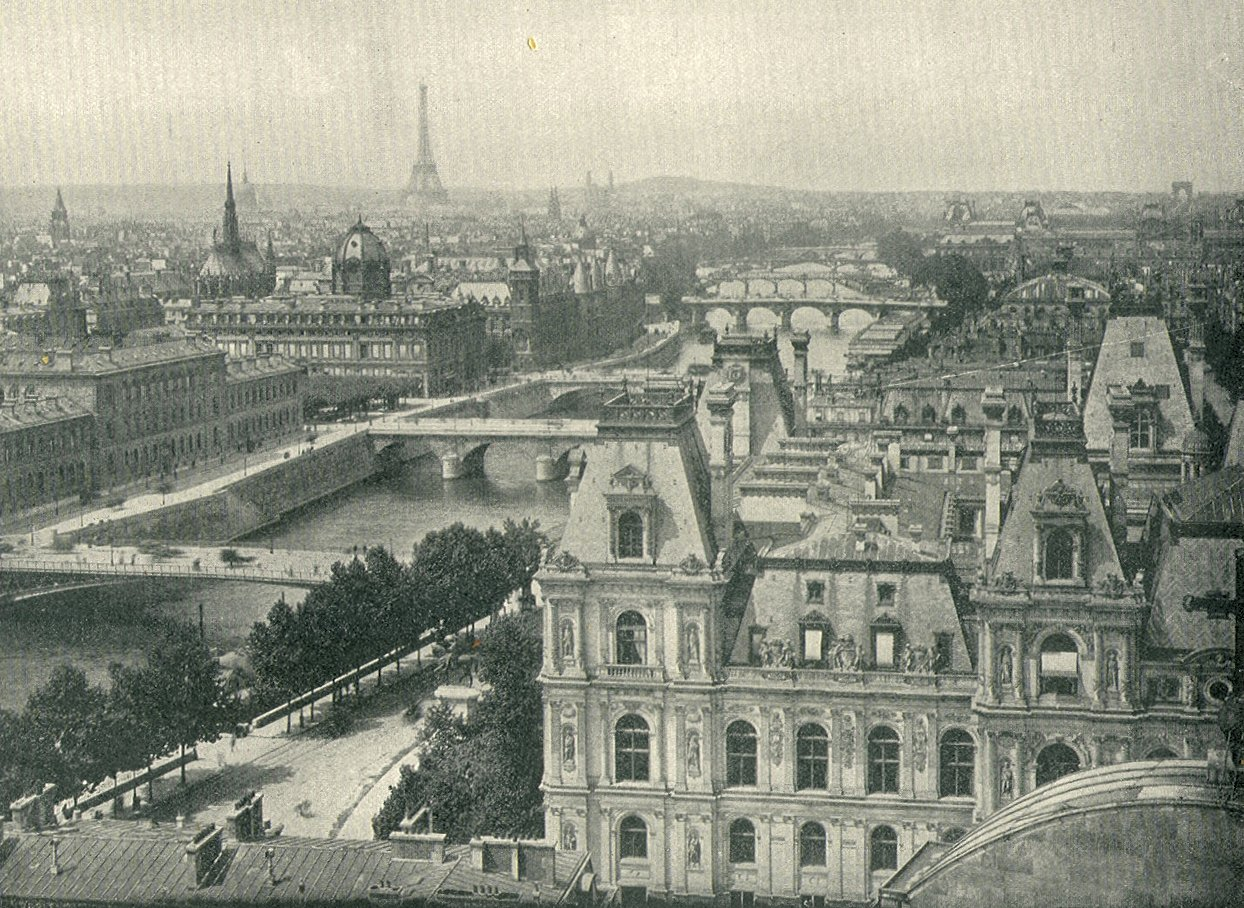
Parigi nel 1890

 I genitori di Marcel, che vivevano nel quartiere del boulevard Haussmann in rue Roy 8 a Parigi, avevano scelto provvisoriamente questa sistemazione, in attesa degli sviluppi del moto insurrezionale che aveva portato alla proclamazione della Comune di Parigi, e qui avvenne il parto e il piccolo fu battezzato il giorno 5 di agosto con rito cattolico.

### 9, Boulevard Malesherbes
Con il normalizzarsi della situazione, i Proust decisero di fare ritorno a Parigi, stabilendosi a due passi dalla chiesa della Madeleine, al numero 9 di Boulevard Malesherbes, in fondo ad un cortile interno al primo piano. Questa casa compare diverse volte nell'opera dello scrittore, anche se lui stesso giudicherà questo quartiere uno dei più brutti di Parigi. Nell'aprile del 1894 Proust incontra Oscar Wilde e lo invita a casa sua. Wilde da parte sua critica l'arredamento della casa e rifiuta di restare a cena, cosa che colpisce negativamente Marcel.

### 45, rue de Courcelles
Nel 1900 i Proust si trasferiscono in un grande appartamento in una via molto elegante, 45, rue de Courcelles, al secondo piano.

### 102, Boulevard Haussmann
All'inizio del 1906, dopo la morte della madre, Marcel, che non sopporta di vivere dove tutto gli ricorda i genitori, si trasferisce nel palazzo della zia Weil, in un appartamento più piccolo al primo piano di 102, Boulevard Haussmann, dove farà approntare nel 1910 una stanza da letto rivestita di sughero per meglio isolarsi dai rumori.
Nel maggio del 1919 la zia di Proust rileva le quote di proprietà dei fratelli Proust e vende l'immobile alla banca Varin-Bernier.
Costretto a traslocare Proust regala gran parte dei mobili ad Albert Le Cuziat che li utilizza per arredare un bordello per omosessuali: Hotel Marigny. I pettegoli dicevano che così Proust nelle sue frequenti visite si sentiva come a casa sua. In realtà Le Cuziat nel suo lavoro da valletto della aristocrazia aveva fornito a Proust moltissime informazioni sul loro modo di comportarsi.

### 8 bis, rue Laurent-Pichat
Proust si trasferisce presso l'attrice Rèjane al terzo piano in 8 bis, rue Laurent-Pichat dove rimane pochi mesi.

### 44, rue Hamelin
In ottobre trasloca nuovamente e va a vivere vicino all'Etoile al quarto piano di 44, rue Hamelin, in un appartamento non ammobiliato e senza riscaldamento: Proust crede che questa sistemazione sia provvisoria, e invece è quella definitiva.
Due traslochi nello stesso anno sono veramente un colpo per la sensibilità di Proust e mettono in crisi il suo già precario equilibrio; il biografo di Proust Jean-Yves Tadié arriva ad affermare che questo doppio trasloco ha significato per Proust la preparazione alla morte.
In questo appartamento morirà tra le cinque e le sei del pomeriggio di sabato 18 novembre 1922. La casa è ora un albergo e una lapide ricorda che vi è morto Marcel Proust.

I funerali avvengono il mercoledì 22 nella chiesa di Saint-Pierre de Chaillot.
Marcel Proust riposa nel cimitero delle glorie di Francia, il Père Lachaise nella tomba 90, la tomba di famiglia, un semplice rettangolo di granito nero con incisi i nomi di Marcel, dei suoi genitori e del fratello Robert. Si trova nel settore nord ovest vicino al colombaio /crematorio, di fronte alla tomba del grande poeta Guillame Apollinaire.

## I luoghi delle vacanze

### Illiers
Tra i sei e i nove anni, Marcel trascorre le vacanze pasquali ed estive a Illiers, città natale del padre, a casa della zia Elisabeth Proust. Sposata con Jules Amiot, Elisabeth figura tra i personaggi della Recherche con il nome di Tante Léonie. La casa di Tante Léonie è ora un piccolo museo di fotografie proustiane e oggetti dell'epoca tra cui la famosa copia del romanzo di George Sand Francois le Champi, citata nella scena del bacio materno.
Di fronte alla chiesa si trovava la drogheria dei nonni paterni e il negozio di stoffe dello zio Jules, che possedeva anche un giardino ornamentale, ancora esistente, denominato Pré Catelan, trasfigurato nella Recherche in un vasto parco.
Poco lontano da Illiers, si trova il paese di Méréglise che nel libro diventa Méséglise. Illiers si trova nella regione Centro (Eure-et-Loir), a una distanza di 25 chilometri da Chartres e di 115 chilometri da Parigi. Nel grande libro di Marcel Proust questa cittadina assume il nome di Combray. Per questa ragione nel 1971, nel centenario della nascita di Marcel Proust, questa cittadina gli ha reso omaggio cambiando il suo nome in Illiers-Combray.

### Cabourg
Per diversi anni Marcel Proust frequenta Cabourg, una cittadina sul mare molto alla moda situata sulla costa normanna. Numerose pagine di Proust sono dedicate a questa cittadina, che nel libro diventa Balbec: oggi vi si trova la Promenade Marcel Proust, lunga più di tre chilometri in riva al mare.
Proust alloggia sempre al Grand Hôtel al quarto e ultimo piano alla stanza 404, che ora è stata ricostruita con suppellettili dell'epoca. Le camere a fianco erano riservate alla madre e alla nonna di Proust. Anche questo Grand Hotel per rendere omaggio a Proust ha cambiato la sua denominazione in Grand Hotel Cabourg-Balbec. Inoltre alla reception espone un busto bronzeo di Marcel.

### Venezia
Venezia è parte importante nel libro con pagine molto emozionanti. Proust vi fece due viaggi attorno al 1900, con la madre e da solo. Inizialmente si avvicina alla città influenzato dalle idee di Ruskin che aveva scritto The Stones of Venice, poi invece rimane affascinato dall'unicità della città.

### Parigi
Dopo la morte della madre, nel 1905, Marcel smette di organizzare ricevimenti a casa sua e prende l'abitudine di fare inviti e soggiornare anche per intere settimane all'Hôtel Ritz a place Vendôme, uno dei più lussuosi alberghi di Parigi: basti ricordare che lo chef di cucina era il grande cuoco Escoffier, mentre il maitre che seguiva Marcel era Olivier Dabescat, che tante informazioni dava a Proust sui gusti dell'aristocrazia. Ancora oggi quest'albergo mantiene al primo piano una stanza dedicata a Marcel Proust.

## I locali dellaRecherche
Sono molti i luoghi che Proust cita nella grande opera:
- Le Chat noir
- Les Folies Bergère